# Sarcophaga santista
Sarcophaga santista är en tvåvingeart som beskrevs av Guilherme A.M.Lopes 1983. Sarcophaga santista ingår i släktet Sarcophaga och familjen köttflugor. Inga underarter finns listade i Catalogue of Life.